# Mùa bão Tây Bắc Thái Bình Dương 2010
Mùa bão Tây Bắc Thái Bình Dương 2010 là một sự kiện mà theo đó các xoáy thuận nhiệt đới hình thành ở vùng phía tây bắc của Thái Bình Dương. Mùa bão sẽ kéo dài trong suốt năm 2010 với phần lớn các cơn bão hình thành từ tháng 5 đến tháng 11. Bài viết này chỉ đề cập đến các cơn bão hình thành trong phạm vi của Thái Bình Dương ở Bắc Bán Cầu và từ kinh tuyến 100 đến 180 độ. Trong khu vực tây bắc Thái Bình Dương, có 2 cơ quan khí tượng hoạt động độc lập nhau, nên một cơn bão có thể có 2 tên gọi khác nhau. JMA sẽ đặt tên cho một cơn bão khi sức gió duy trì trong vòng 10 phút đạt ít nhất 65 km/h, (40 mph) bất kỳ nơi đây trong vùng đã đề cập trên. Trong Khi đó, PAGASA sẽ đặt tên cho một cơn bão khi nó hình thành từ một áp thấp nhiệt đới trong phạm vi giám sát của họ giữa 135°Đ và 115°Đ và giữa 5°B-25°B thậm chí JMA đã đặt tên cho nó. Các áp thấp nhiệt đới được JTWC theo dõi và đặt tên có ký tự "W" phía trước một con số.

## Các cơn bão

### Áp thấp nhiệt đới 01W
Cấp bão (Việt Nam): cấp 7 - áp thấp nhiệt đới.
Cấp bão (Nhật Bản): 30 hải lý / 1 giờ - áp thấp nhiệt đới. Áp suất:1006 mbar (hPa)
Cấp bão (Hoa Kỳ): 30 hải lý / 1 giờ - áp thấp nhiệt đới.

### Bão nhiệt đới Omais (Agaton)
Cấp bão (Việt Nam): cấp 8 ~ cấp 9 - bão nhiệt đới.
Cấp bão (Nhật Bản): 35 hải lý / 1 giờ - bão nhiệt đới. Áp suất:998 mbar (hPa)
Cấp bão (Hoa Kỳ): 50 hải lý / 1 giờ - bão nhiệt đới.

### Bão cuồng phong Conson (Basyang) - Bão số 1
Cấp bão (Việt Nam): cấp 13 - bão cuồng phong.
Cấp bão (Nhật Bản): 70 hải lý / 1 giờ - bão cuồng phong. Áp suất:970 mbar (hPa)
Cấp bão (Hoa Kỳ): 80 hải lý / 1 giờ - bão cuồng phong cấp 1.

### Bão cuồng phong Chanthu (Caloy) - Bão số 2
Cấp bão (Việt Nam): cấp 13 - bão cuồng phong.
Cấp bão (Nhật Bản): 70 hải lý / 1 giờ - bão cuồng phong. Áp suất:970 mbar (hPa)

Cấp bão (Hoa Kỳ): 80 hải lý / 1 giờ - bão cuồng phong cấp 1.

### Bão nhiệt đới Dianmu (Ester)
Cấp bão (Việt Nam): cấp 10 - bão nhiệt đới dữ dội.
Cấp bão (Nhật Bản): 50 hải lý / 1 giờ - bão nhiệt đới dữ dội. Áp suất:985 mbar (hPa)
Cấp bão (Hoa Kỳ): 55 hải lý / 1 giờ - bão nhiệt đới.

### Bão nhiệt đới Mindulle - Bão số 3
Cấp bão (Việt Nam): cấp 10-11 - bão mạnh
Cấp bão (Nhật Bản): 45 hải lý / 1 giờ - bão nhiệt đới. Áp suất:985 mbar (hPa)
Cấp bão (Hoa Kỳ): 65 hải lý / 1 giờ - bão cuồng phong cấp 1.

### Bão nhiệt đới Lionrock (Florita) - Bão số 4
Cấp bão (Việt Nam): cấp 10 - bão nhiệt đới dữ dội.
Cấp bão (Nhật Bản): 50 hải lý / 1 giờ - bão nhiệt đới dữ dội. Áp suất:985 mbar (hPa)
Cấp bão (Hoa Kỳ): 60 hải lý / 1 giờ - bão nhiệt đới.

### Bão cuồng phong Kompasu (Glenda)
Cấp bão (Việt Nam): cấp 13 - bão cuồng phong.
Cấp bão (Nhật Bản): 80 hải lý / 1 giờ - bão cuồng phong. Áp suất:960 mbar (hPa)
Cấp bão (Hoa Kỳ): 105 hải lý / 1 giờ - bão cuồng phong cấp 3.

### Bão nhiệt đới Namtheun
Cấp bão (Việt Nam): cấp 8 - bão nhiệt đới.
Cấp bão (Nhật Bản): 35 hải lý / 1 giờ - bão nhiệt đới. Áp suất:996 mbar (hPa)
Cấp bão (Hoa Kỳ): 40 hải lý / 1 giờ - bão nhiệt đới.

### Bão nhiệt đới Malou (Henry)
Cấp bão (Việt Nam): cấp 9 ~ cấp 10 - bão nhiệt đới dữ dội.
Cấp bão (Nhật Bản): 50 hải lý / 1 giờ - bão nhiệt đới dữ dội. Áp suất:992 mbar (hPa)
Cấp bão (Hoa Kỳ): 45 hải lý / 1 giờ - bão nhiệt đới.

### Bão nhiệt đới Meranti
Cấp bão (Việt Nam): cấp 10 - bão nhiệt đới dữ dội.
Cấp bão (Nhật Bản): 55 hải lý / 1 giờ - bão nhiệt đới dữ dội. Áp suất:985 mbar (hPa)
Cấp bão (Hoa Kỳ): 65 hải lý / 1 giờ - bão cuồng phong cấp 1.

### Bão Fanapi (Inday)
Cấp bão (Việt Nam): cấp 14 ~ cấp 15 - bão cuồng phong.
Cấp bão (Nhật Bản): 95 hải lý / 1 giờ - bão cuồng phong. Áp suất:930 mbar (hPa)
Cấp bão (Hoa Kỳ): 105 hải lý / 1 giờ - bão cuồng phong cấp 3.

### Bão Malakas
Cấp bão (Việt Nam): cấp 13 ~ cấp 14 - bão cuồng phong.
Cấp bão (Nhật Bản): 85 hải lý / 1 giờ - bão cuồng phong. Áp suất:945 mbar (hPa)
Cấp bão (Hoa Kỳ): 90 hải lý / 1 giờ - bão cuồng phong cấp 2.

### Áp thấp nhiệt đới 14W
Cấp bão (Việt Nam): cấp 7 - áp thấp nhiệt đới.
Cấp bão (Nhật Bản): 30 hải lý / 1 giờ - áp thấp nhiệt đới. Áp suất:1004 mbar (hPa)
Cấp bão (Hoa Kỳ): 30 hải lý / 1 giờ - áp thấp nhiệt đới.

### Bão Megi (Juan) - Bão số 5
Cấp bão (Việt Nam): cấp 18 - bão cuồng phong.
Cấp bão (Nhật Bản): 125 hải lý / 1 giờ - bão cuồng phong. Áp suất:885 mbar (hPa)
Cấp bão (Hoa Kỳ): 165 hải lý / 1 giờ - siêu bão cấp 5.
- Một trong những cơn bão mạnh nhất trong lịch sử khí tượng, là cơn bão mạnh nhất trong 40 năm qua, kể từ sau siêu bão Tip năm 1979, cơn bão có áp suất dưới 900 mbar kể từ năm 1991.
- Bão Megi là siêu bão mạnh nhất năm 2010.

### Bão Chaba (Katring)
Cấp bão (Việt Nam): cấp 14 ~ cấp 15 - bão cuồng phong.
Cấp bão (Nhật Bản): 95 hải lý / 1 giờ - bão cuồng phong. Áp suất:930 mbar (hPa)
Cấp bão (Hoa Kỳ): 115 hải lý / 1 giờ - bão cuồng phong cấp 4.

### Áp thấp nhiệt đới 17W
Cấp bão (Việt Nam): cấp 7 - áp thấp nhiệt đới.
Cấp bão (Nhật Bản): 30 hải lý / 1 giờ - áp thấp nhiệt đới. Áp suất:1006 mbar (hPa)
Cấp bão (Hoa Kỳ): 30 hải lý / 1 giờ - áp thấp nhiệt đới.

### Áp thấp nhiệt đới 18W
Cấp bão (Việt Nam): cấp 7 - áp thấp nhiệt đới.
Cấp bão (Nhật Bản): 30 hải lý / 1 giờ - áp thấp nhiệt đới. Áp suất:1004 mbar (hPa)
Cấp bão (Hoa Kỳ): 30 hải lý / 1 giờ - áp thấp nhiệt đới.

### Áp thấp nhiệt đới 19W
Cấp bão (Việt Nam): cấp 7 - áp thấp nhiệt đới.
Cấp bão (Nhật Bản): 30 hải lý / 1 giờ - áp thấp nhiệt đới. Áp suất:1004 mbar (hPa)
Cấp bão (Hoa Kỳ): 25 hải lý / 1 giờ - áp thấp nhiệt đới.

### Áp thấp nhiệt đới Omeka
Cấp bão (Việt Nam): cấp 7 - áp thấp nhiệt đới.
Cấp bão (Nhật Bản): 30 hải lý / 1 giờ - áp thấp nhiệt đới. Áp suất:998 mbar (hPa)
Cấp bão (Hoa Kỳ): 30 hải lý / 1 giờ - áp thấp nhiệt đới. [(50 hải lý / 1 giờ - bão cận nhiệt đới Omeka) tại khu vực Trung tâm Thái Bình Dương)]

## Tên gọi của bão

### Tên quốc tế
Các xoáy thuận nhiệt đới được đặt tên theo danh sách bên dưới do Trung tâm khí tượng khu vực chuyên biệt ở Tokyo, Nhật Bản, khi một xoáy thuận đạt đến độ mạnh của bão. Các tên gọi do các thành viên của ESCAP/WMO Typhoon Committee đề xuất. Mỗi nước trong số 14 nước và vùng lãnh thổ thành viên đưa ra 10 tên gọi, được sử dụng theo thứ tự ABC, bằng tên tiếng Anh của quốc gia đó. Sau đây là 24 tên gọi dự kiến sẽ đặt cho các cơn bão năm 2013.
| - Omais (1001) - Conson (1002) - Chanthu (1003) | - Dianmu (1004) - Mindulle (1005) - Lionrock (1006) | - Kompasu (1007) - Namtheun (1008) - Malou (1009) | - Meranti (1010) - Fanapi (1011) - Malakas (1012) | - Megi (1013) - Chaba (1014) |

### Số hiệu cơn bão tại Việt Nam
Ở Việt Nam một cơn bão được đặt số hiệu khi nó đi vào vùng thuộc phạm vi theo dõi của Trung tâm Dự báo Khí tượng Thủy văn Trung ương Quốc gia được xác định trên biển Đông phía Tây kinh tuyến 120 độ kinh Đông và phía bắc vĩ tuyến 10 độ vĩ Bắc. Số hiệu của bão được đặt theo số thứ tự xuất hiện của nó trong năm ví dụ: Bão số 1, bão số 2,...
Dưới đây là các cơn bão đã được Trung tâm Dự báo Khí tượng Thủy văn Trung ương Quốc gia Việt Nam đặt số hiệu trong năm 2010: (kèm vùng đổ bộ).
| - Bão số 1 (Conson) (đổ bộ Thái Bình) - Bão số 2 (Chanthu) (đổ bộ Nam Trung Quốc) - Bão số 3 (Mindulle) (đổ bộ Nghệ An) - Bão số 4 (Lionrock) (đổ bộ Nam Trung Quốc) - Bão số 5 (Meranti) (đổ bộ Đông Trung Quốc) - Bão số 6 (Megi) (đổ bộ Nam Trung Quốc) |

Ngoài ra còn một ATNĐ đổ bộ vào Bến Tre ngày 20/1 và một ATNĐ khác đổ bộ vào Bình Định ngày 14/11

### Tên địa phương của Philippines

Khi một xoáy thuận nhiệt đới đi vào khu vực PAGASA theo dõi sẽ được đặt tên bằng danh sách tên bão riêng của họ

Cơ quan Pagasa sử dụng chương trình đặt tên riêng của mình cho cơn bão nhiệt đới trong khu vực theo dõi của họ. Pagasa đặt tên cho áp thấp nhiệt đới đã hình thành trong khu vực theo dõi của mình và bất kỳ cơn bão nhiệt đới có thể di chuyển vào khu vực theo dõi của họ. Nên danh sách các tên trong năm đó bị sử dụng hết, tên sẽ được lấy từ một danh sách phụ trợ, các bão đầu tiên được xuất bản mỗi năm trước khi mùa bão bắt đầu. Tên còn lập lại (chưa bị khai tử) từ danh sách này sẽ được sử dụng một lần nữa trong mùa bão năm 2017. Đây là danh sách tương tự được sử dụng trong mùa bão 2006, với ngoại lệ có Mario, Ruby thay thế các tên Mylenyo, và Reming tương ứng. Tên mà chưa được sử dụng hay sẽ sử dụng được đánh dấu  màu xám (chưa sử dụng). Tên Mario, Ruby là lần đầu tiên được sử dụng trong năm nay.
| - Agaton (1001) - Basyang (1002) - Caloy (1003) - Domeng - Ester (1004) | - Florita (1006) - Glenda (1007) - Henry (1009) - Inday (1011) - Juan (1013) | - Katring (1014) - Luis (chưa sử dụng) - Mario (chưa sử dụng) - Neneng (chưa sử dụng) - Ompong (chưa sử dụng) | - Paeng (chưa sử dụng) - Queenie (chưa sử dụng) - Ruby (chưa sử dụng) - Seniang (chưa sử dụng) - Tomas (chưa sử dụng) | - Usman (chưa sử dụng) - Venus (chưa sử dụng) - Waldo (chưa sử dụng) - Yayang (chưa sử dụng) - Zeny (chưa sử dụng) |

Auxiliary list

| - Agila (chưa sử dụng) - Bagwis (chưa sử dụng) | - Chito (chưa sử dụng) - Diego (chưa sử dụng) | - Elena (chưa sử dụng) - Felino (chưa sử dụng) | - Gunding (chưa sử dụng) - Harriet (chưa sử dụng) | - Indang (chưa sử dụng) - Jessa (chưa sử dụng) |